# Čirkuo
Il Čirkuo (in russo  Чиркуо?) è un fiume della Russia siberiana orientale (Sacha-Jakuzia), affluente di destra del Viljuj nel bacino idrografico della Lena.
Ha origine dalla confluenza dei fiumi Duichta e Čirka e scorre lungo l'altopiano del Viljuj in direzione settentrionale, segnando nel medio e alto corso il confine tra Sacha-Jakuzia e Oblast di Irkutsk. Sfocia nel Viljuj a 1712 km dalla foce. I maggiori affluenti sono il Golusach (120 km) e il Dulisma (88 km) ambedue provenienti dalla sinistra idrografica.